# Ruby-Spears
Ruby-Spears Productions (también conocida como R-S Enterprises)  fue un estudio de producción de entretenimiento con su sede en Burbank, California y que se especializó en la animación; con otra sucursal en Roma, Italia. La empresa fue fundada en 1977 por veteranos escritores de Hanna-Barbera y los creadores de Scooby-Doo, Where Are You!, Joe Ruby y Ken Spears.

## Historia
Tanto Joe Ruby y Ken Spears comenzaron como editores de sonido en Hanna-Barbera, y más tarde se asociaron como guionistas para series animadas, tales como El Fantasma del Espacio y Los Herculoides. En 1968 a 1977, se les asignó la tarea de desarrollar series de dibujos animados de misterio para la sección de televisión del sábado por la mañana, los resultados más destacados fueron Scooby-Doo, Where Are You! y Dinamita, el perro maravilla. También eran escritores y productores de DePatie-Freleng Enterprises, en particular para la serie animada Pink Panther and Sons.
Las series animadas más destacadas de Ruby-Spears se incluyen: Fangface, El Programa de Aventuras y Comedia del Hombre Plástico, Thundarr, el bárbaro, Dragon's Lair, Alvin y las Ardillas, Centuriones, Rambo, Loca Academia de Policía, Superman y Mega Man. 
Ruby-Spears también fue responsable de la secuencia de animación para la película Child's Play de 1988.
El estudio de Ruby-Spears fue fundada en 1977 como una filial de Filmways Televisión y fue vendido a finales de 1981 para Taft Broadcasting, convirtiéndose en una empresa hermana de Hanna-Barbera Productions. En 1991, Ruby-Spears se separó en RS Holdings, mientras que la mayor parte de la filmografía de Ruby-Spears se vendió junto con la de Hanna-Barbera para Turner Broadcasting System, que a su vez se fusionó con Time Warner en 1996; mismo año en el que se cerró el estudio de Ruby-Spears.